# Hubert Ponscarme
François Joseph Hubert Ponscarme, född den 20 maj 1827 i Belmont-lès-Darney, död den 28 februari 1903 i Malakoff, var en fransk medaljgravör och skulptör.
Ponscarme var lärjunge till bland andra Eugène André Oudiné och uppfostrades i den torra medaljstil som var populär vid mitten av 1800-talet. Han bröt radikalt med denna stil genom medaljen över Joseph Naudet (1867), vilken utmärks av enhetlig patinering av relief och bakgrund, avsaknad av uppstående kant och av självständig dekorativ roll hos bokstavstyperna. Ponscarme blev härigenom banbrytare för en helt ny medaljstil och verkade även för denna även som professor från 1878 vid École des beaux-arts.